# Musique dégénérée
Musique dégénérée est la traduction de l’allemand : entartete Musik (prononcé en allemand : [ɛntaʁtɛtə muziːk]), littéralement une « musique qui s'éloigne de son espèce ». Le terme entartet, issu de la biologie, fut appliqué au domaine musical par le régime nazi pour désigner certaines formes de musiques considérées comme nuisibles ou décadentes, notamment la musique moderne, le jazz et la musique écrite par des compositeurs juifs ou communistes. La préoccupation du régime nazi pour la « musique dégénérée » faisait partie d'une campagne plus grande contre l'art dégénéré (« entartete Kunst ») en général. Dans les deux cas, le gouvernement a tenté d'isoler, de discréditer, de décourager ou d'interdire les œuvres. Leurs idées ont produit des décennies d'écrits antisémites sur la musique.

## Racisme
Sous le IIIe Reich, des compositeurs juifs décédés tels Felix Mendelssohn et Gustav Mahler ou encore Giacomo Meyerbeer sont pointés du doigt par les nazis et leurs partitions disparaissent des bibliothèques. À Leipzig, une statue en bronze de Mendelssohn est enlevée et remplacée par celle d'Anton Bruckner. Le régime lance également des commandes pour remplacer la musique de scène de Mendelssohn pour Ein Sommernachtstraum (Le Songe d'une nuit d'été). Plus d'une quarantaine de versions « aryanisées » du Songe d'une nuit d'été seront créées, celle remportant le plus grand succès étant la version de Carl Orff pour le théâtre de Francfort, créée en 1939 et remaniée à plusieurs reprises par le compositeur après la guerre.

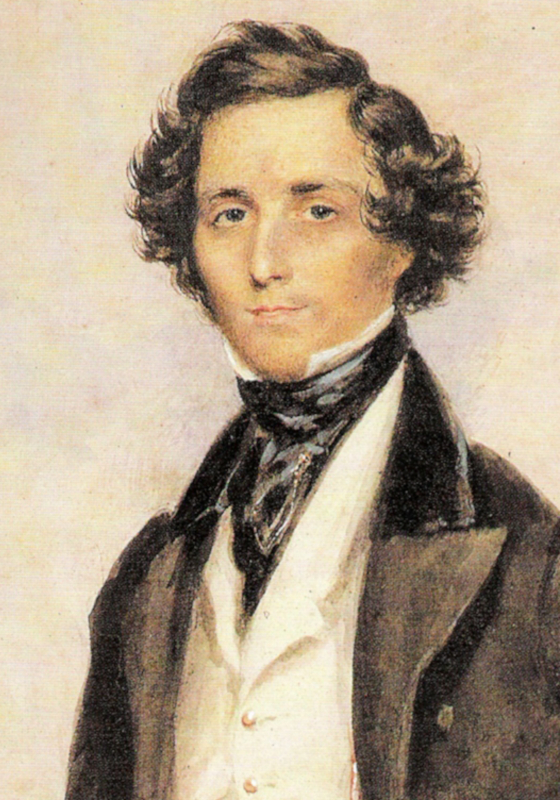
Felix Mendelssohn en 1839, par le miniaturiste anglais James Warren Childe (1778–1862).
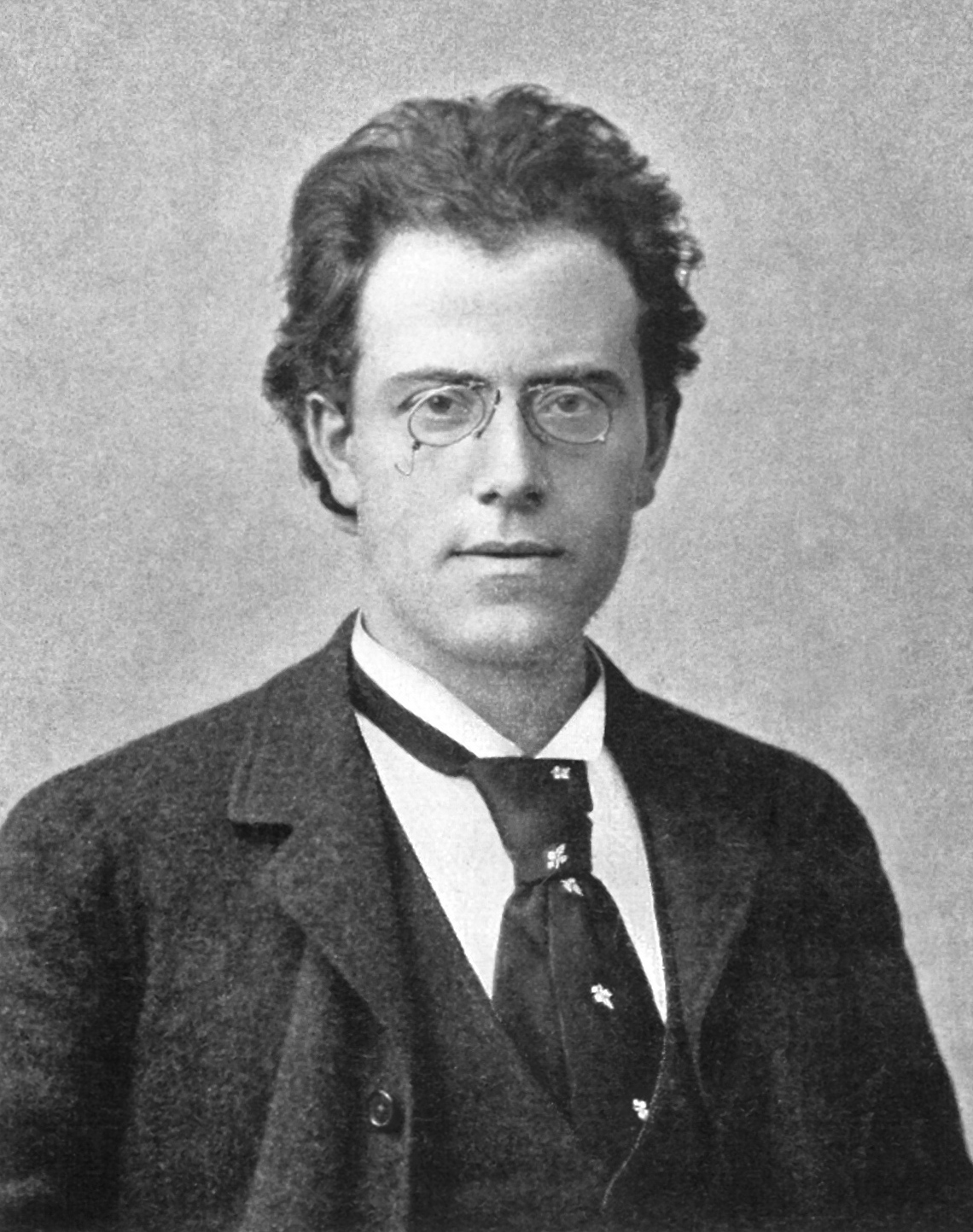
Gustav Mahler, photographié en 1907, à la fin de sa période en tant que directeur de la Hofoper de Vienne.
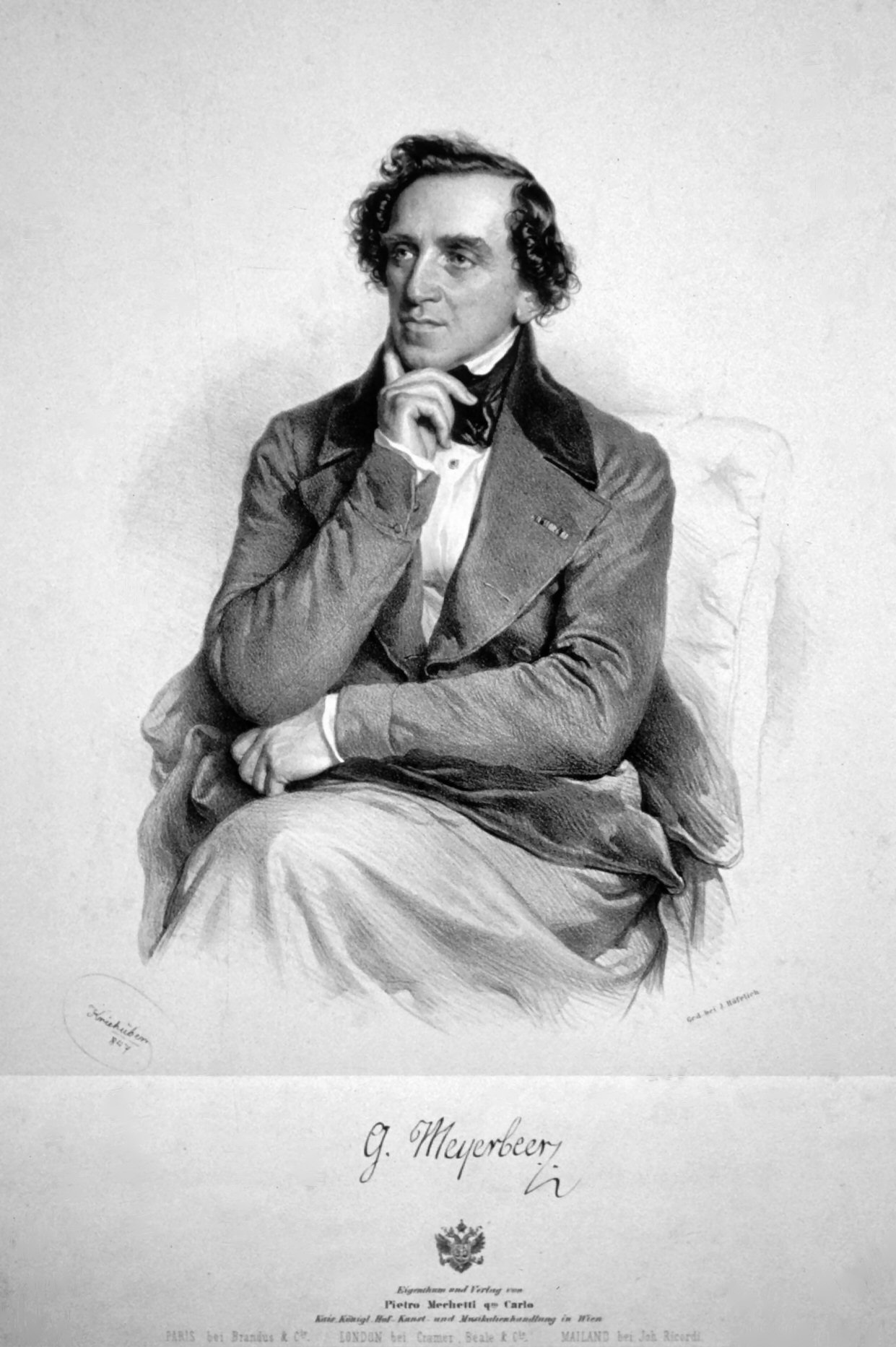
Giacomo Meyerbeer, Lithographie de Josef Kriehuber, 1847

## Discrimination

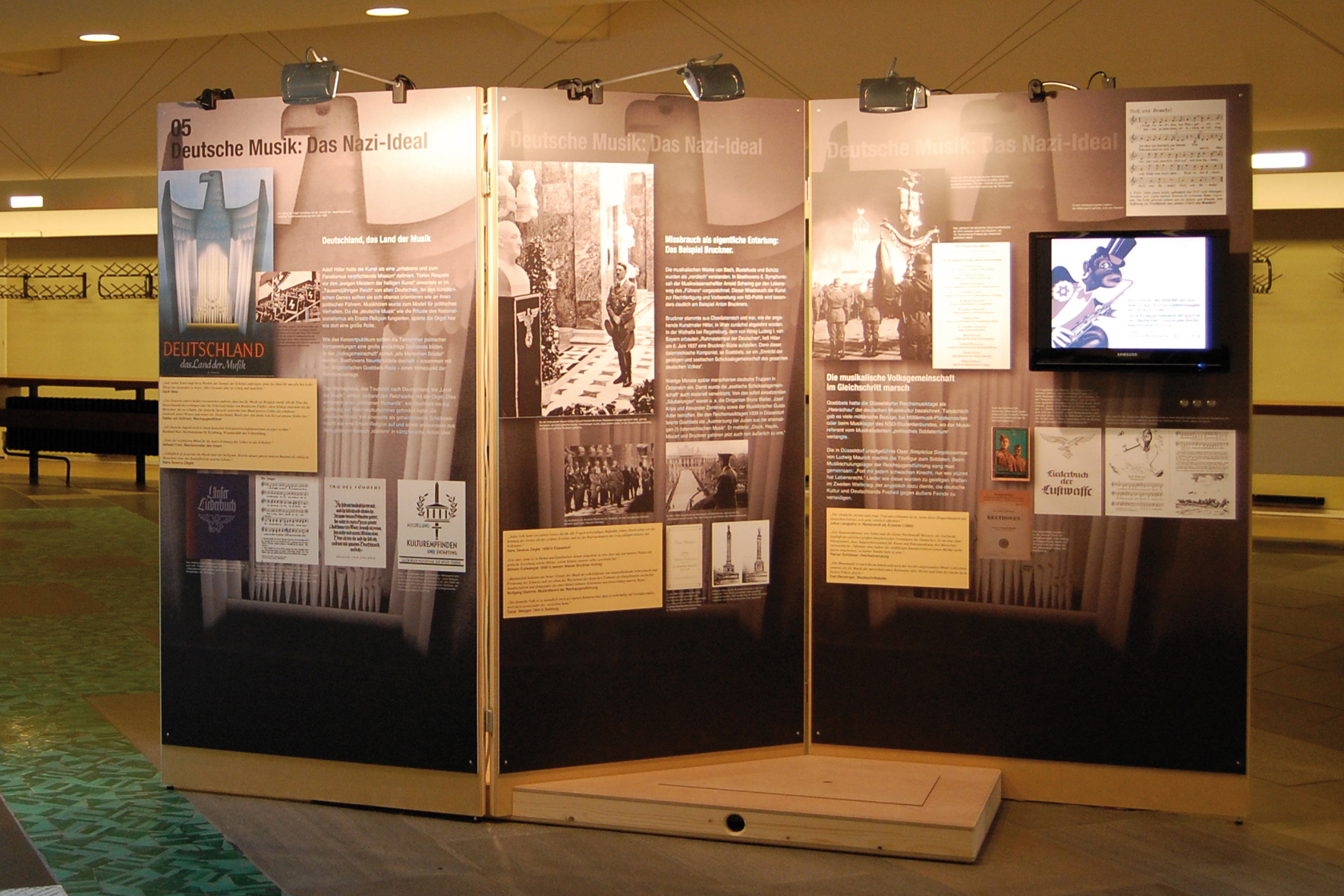
Un élément de l'exposition de 2007, Das verdächtige Saxophon (« Le saxophone suspect »). Musique dégénérée dans l'état nazi.

Dès la prise de pouvoir par les nazis et surtout après la création de la Chambre de la musique du Reich (Reichsmusikkammer) par Joseph Goebbels, de nombreux compositeurs juifs, modernistes ou connus pour leur engagement politique antinazi sont mis à l'index ou renvoyés de leurs postes et éprouvent de plus en plus de difficultés à faire jouer leur musique. Beaucoup s'exilent, notamment Arnold Schönberg, Kurt Weill, Paul Hindemith, Berthold Goldschmidt ; certains compositeurs non juifs mais considérés comme trop modernes se retirent dans un exil intérieur tels Karl Amadeus Hartmann et Boris Blacher ; d'autres seront déportés dans des camps de concentration ou des centres de mise à mort, comme Erwin Schulhoff, Viktor Ullmann ou Hans Krása.

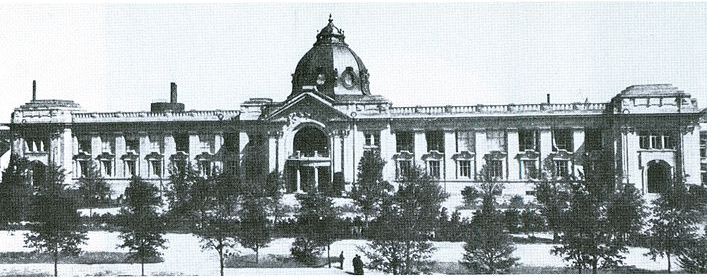
Le Kunstpalast à Düsseldorf (photographié en 1902).

En 1938 a lieu l'exposition Entartete Musik (« Musique dégénérée ») à Düsseldorf avec pour commissaire Hans Severus Ziegler (en), à l'époque directeur du Théâtre national de Weimar et proche de l'idéologue du régime Alfred Rosenberg. À l’origine, Ziegler avait pensé cette exposition comme une « suite » à donner à l'exposition Entartete Kunst, qu’il avait visitée à Munich en 1937, et il voulait également y inclure la littérature. L’événement devait avoir lieu dès 1937 à Weimar. Il sera finalement organisé en contrepoint aux « Journées musicales du Reich » (Reichsmusiktage), une initiative du ministère de la Propagande de Goebbels qui mettait en avant la musique encouragée par le régime nazi. En raison des rivalités entre Rosenberg et Goebbels, l'exposition n'aura pas le succès escompté et souffrira même d'un boycott du président de la Chambre de Musique du Reich, Peter Raabe.
Dans son discours d'ouverture, reproduit dans le catalogue de l'exposition, Ziegler déclare : « L’atonalité, en tant que résultat de la destruction de la tonalité, représente un exemple de dégénérescence et de bolchevisme artistique. Étant donné, de plus, que l’atonalité trouve ses fondements dans les cours d’harmonie du Juif Arnold Schönberg, je la considère comme le produit de l’esprit juif ». L'exposition est organisée en sept sections :
1. « Influence du judaïsme » (section où figurent notamment l'opérette et le jazz)
2. « Schönberg et les théoriciens de l'atonalité »
3. « Domaine musical, éducation, théâtre et presse à l'ère de Kestenberg » (directeur de l'éducation musicale avant 1933)
4. « Stravinsky »
5. « Kurt Weill »
6. « Petits maîtres bolcheviques » (Franz Schreker, Alban Berg, Ernst Toch, etc.)
7. « Opéras et oratorios de Hindemith ».

Des cabines d'écoute sont mises à disposition du public, qui peut y écouter des enregistrements de musiques vouées à une disparition prochaine. Des photographies ou des caricatures de compositeurs sont exposées, ainsi que des extraits d'ouvrages théoriques ou musicologiques sur la musique moderne, mais aussi des esquisses ou photographies de décors d'opéras, et des extraits de partitions comme celle de l'opéra Jonny spielt auf d'Ernst Křenek.
À partir du milieu des années 1990, le label Decca a publié une série d'enregistrements dans la collection Entartete Musik, révélant au public des œuvres souvent peu connues de compositeurs discrédités, interdits ou persécutés par le régime.